# Sèrie 2273-2275 de FGC
La serie 2273-2275 de Ferrocarrils de la Generalitat de Catalunya està formada per dos cotxes adquirits de segona mà al ferrocarril suís Matterhorn Gotthard Bahn (MGB), destinats al Cremallera de Núria, que es van incorporar al parc de material rodant d'aquesta línia l'any 2019.

## Història

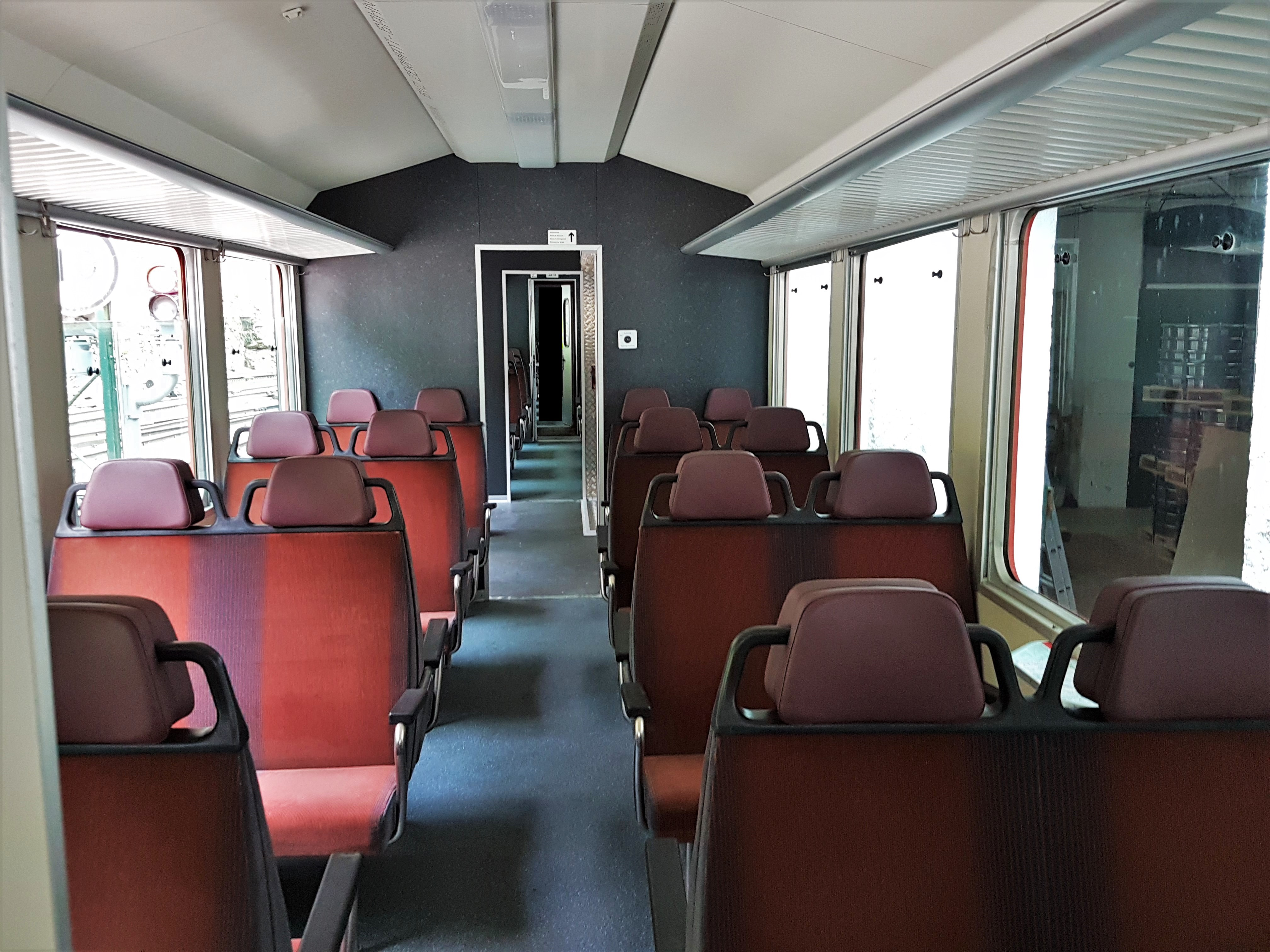

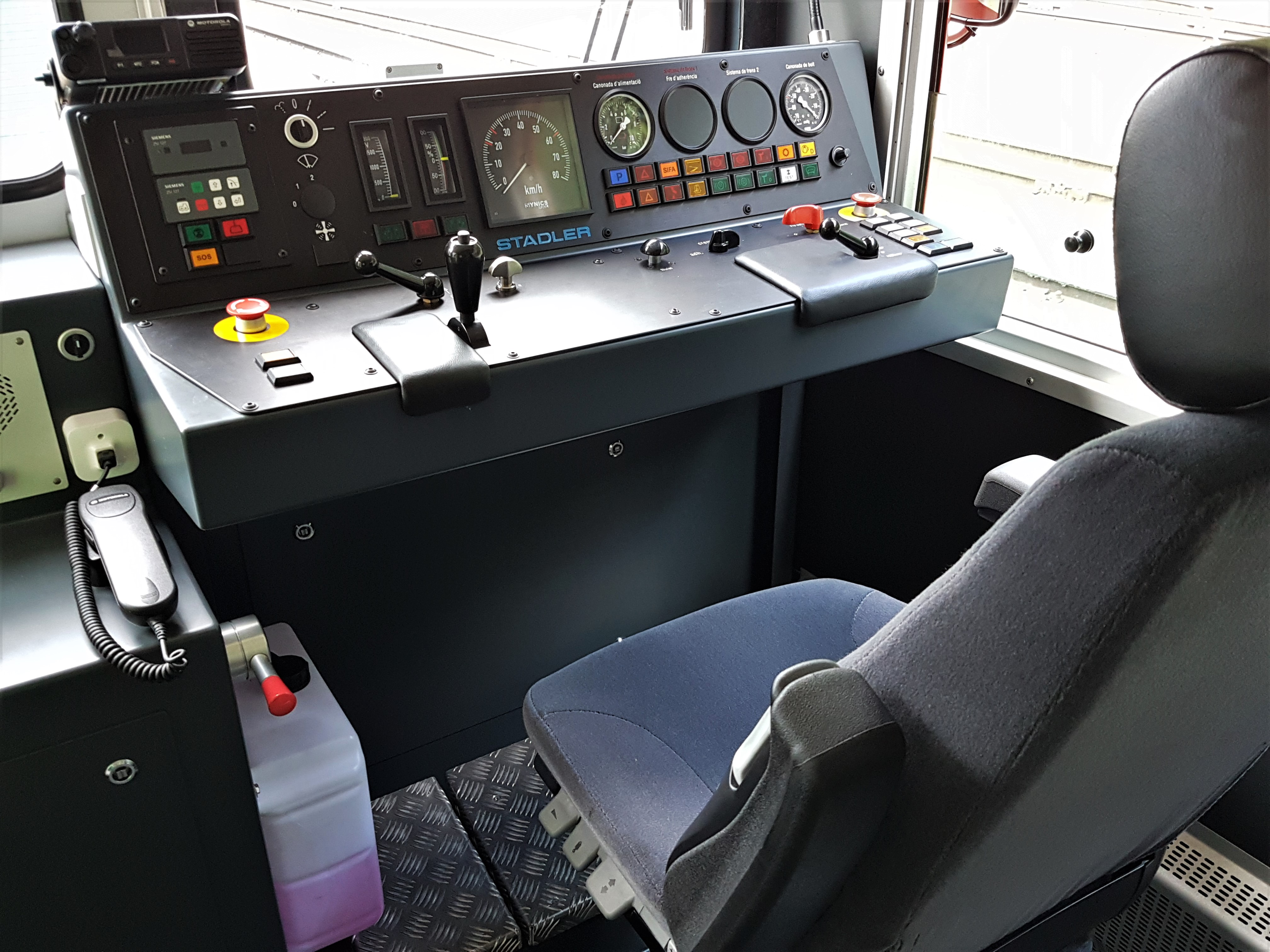

### Origen suís dels cotxes
Entre els anys 1955 i 1963, Schweizerische Industrie-Gesellschaft (SIG) va fabricar pel ferrocarril suís Brig-Visp-Zermatt (BVZ) 26 cotxes de viatgers, de construcció lleugera i portes d'accés centrals. Es van dividir en tres sèries: els de primera classe A 2061-2067 (longitud de 15.820 mm); els mixtes de primera i segona classe AB 2161-2163 (14.710 mm); i els de segona classe B 2261-2276 (13.610 mm). Formen part dels anomenats Mitteleinstiegswagen (cotxes d'accés central, article en alemany: Mitteleinstiegswagen). Tots els cotxes estaven autoritzats a circular tant per la línia del BVZ, com per la del Furka-Oberalp (FO, excepte el Schöllenenbahn), i les dels Rhätische Bahn (RhB).
Tres cotxes de segona classe (els 2273, 2274 i 2275) van ser allargats els anys 1998 i 1999 fins a una longitud de 16.685 mm, amb dues finestres més per costat.
L'1 de gener de 2003, els ferrocarrils BVZ y FO es van fusionar, constituint el Matterhorn Gotthard Bahn (MGB). Els 26 cotxes d'aquests sèrie es van retirar del servei al llarg dels anys 2000, no quedant cap d'ells operatiu l'any 2019.

### Història a FGC
Donades les dificultats d'explotació del Cremallera de Montserrat, a causa de la insuficiència de material rodant disponible (només cinc unitats de tren), a mitjans dels anys 2010 FGC va pensar com augmentar el parc de material disponible, però al cost més reduït possible. Finalment es va decidir un pla que implicava també modificacions en el parc de material rodant del Cremallera de Núria. Aquest pla bàsicament preveia el trasllat dels dos automotors A10 i A11 del Cremallera de Núria al de Montserrat, substituint-los per una combinació de vehicles nous i de segona mà. Això va comportar l'adquisició de:
- Dos remolcs intermedis, de construcció completament nova, per intercalar-los en dos automotors de la sèrie A5-A8 del Cremallera de Núria. De pis baix, havien de garantir l'accessibilitat universal que es perdria quan marxessin els A10 i A11.
- Dos cotxes de viatgers de segona mà, per completar la capacitat que es perdria quan marxessin els A10 i A11 (els dos cotxes nous anteriors, i aquests dos, substitueixen als quatre que formen aquests automotors).
- Una locomotora, de construcció completament nova, per formar una composició reversible amb els dos cotxes de segona mà. Aquesta locomotora (número H12), a més, es faria servir per remolcar trens de mercaderies i de treballs, motiu pel qual és dual (electro-dièsel).

Un cop rebut aquest material, els dos automotors Stadler A10 i A11 serien enviats definitivament al Cremallera de Montserrat.
L'agost de 2017 es va adjudicar a Stadler Bussnang AG la fabricació dels dos remolcs intermedis, la locomotora, i l'adaptació dels dos cotxes de viatgers de segona mà. Per aquests dos cotxes es van triar els B 2273 i B 2275 del MGB, dos dels tres que es van allargar entre 1998 i 1999, fabricats tots dos l'any 1963. Stadler va fer una reparació general dels vehicles, va eliminar els WC, i va construir una cabina de conducció al 2275, motiu pel qual va ser renumerat com a Bt 2275 (segons el sistema suís de matriculació de material rodant). A més, en l'operació es va adquirir un joc de dos bogis de recanvi, i altres components. Aquests treballs es van fer a la instal·lació que Stadler Rail te a la localitat suïssa de Wil SG, que és el taller del ferrocarril Frauenfeld-Wil (FW), on aquesta empresa fa el manteniment dels nous trens d'aquesta línia.
Un cop acabats els treballs, els dos cotxes (junt amb la locomotora H12) van ser traslladats en camions cap a Ribes de Freser, on es van descarregar el 6 d'agost de 2019. Després de les corresponents proves i formació del personal, van prestar el seu primer servei comercial amb viatgers el 6 de desembre de 2019.
Durant el mes de juny de 2020, aprofitant el tancament de la línia a causa de la pandèmia per la COVID-19, els dos cotxes van ser vinilats en color blau amb les portes blanques, amb una imatge que pretén ser retro. El motiu és fer un servei especial, posat en marxa el 20 de juny, que durant els caps de setmana de juny a octubre ofereix un viatge de pujada amb l'acompanyament d'un guia i un servei d'audio-guia.

## Característiques tècniques
Els cotxes estan formats per un bastidor i una caixa, ambdós de construcció metàl·lica lleugera amb acer. A cada lateral disposen d'una única porta d'accés central, de quatre fulles i obertura manual, i nou finestres que es poden obrir pràcticament del tot. El cotxe 2273 disposa, a més, de dues portes d'intercomunicació a les testeres, d'obertura manual, per poder pasar d'un vehicle al següent. El pas entre cotxes queda protegit mitjançant un passadís flexible. El cotxe 2275 també en disposava de dues, però una es va tancar en instal·lar la cabina de conducció.
Interiorment estan distribuïts de la següent manera. El B 2273 te tres compartiments: una sala de viatgers amb 40 seients en disposició 2+2; la plataforma d'accés amb espai per posar equipatges o esquís; i una altra sala de viatgers amb 24 seients. Per tant, disposa d'un total de 64 seients. El Bt 2275 era idèntic al B 2273; però, donat que s'ha afegit una cabina de conducció, al primer compartiment de viatgers la capacitat ha quedat reduïda a 32 seients, totalitzant 56.
Cada cotxe va recolzat sobre dos bogis de dos eixos, del tipus SIG-S del fabricant suís Schweizerische Industrie-Gesellschaft (SIG). Disposen de suspensió primària per molles helicoïdals (dos per roda). La suspensió secundària fa servir un curiós sistema mitjançant barres de torsió, força utilitzat per aquest fabricant. En aquest cas, dues barres de torsió longitudinals estan subjectades als extrems del bogi, per la seva part interior, i el travessen de punta a punta. A la part central, les barres tenen soldats un suports, que amb el bogi desmuntat queden elevats a uns 45 graus, aproximadament. Quan es munta la caixa del vehicle sobre els bogis, es recolza sobre aquests suports, que flexen les barres de torsió. Durant la marxa, la força mecànica de torsió de les barres tendeix a mantenir la caixa en posició vertical.
Cada roda té dues sabates de fre, i només un eix d'un bogi (el situat al costat de la vall) disposa d'una roda dentada pel fre de cremallera, amb dos tambors a cada banda. El fre de servei funciona amb un sistema combinat de buit i aire comprimit, utilitzat als ferrocarrils suïssos Brig-Visp-Zermatt (BVZ), Furka-Oberalp (FO), Matterhorn Gotthard Bahn (MGB) i Rhätische Bahn (RhB). El motiu del seu desenvolupament es que aquests ferrocarrils feien servir originalment el fre de buit. Donat que el fre d'aire comprimit és més eficient, amb el temps es va anar substituint el de buit per aquest altre; però, per poder acoblar els vehicles moderns amb els antics, es va mantenir la canonada de fre de buit per poder comandar els frens de tots els vehicles, estiguessin equipats amb el de buit o amb el d'aire comprimit. El sistema funciona de la següent manera: des dels pupitres de conducció es comanda l'acció de fre a través de la canonada de buit: quan en aquesta canonada s'ha fet el buit, els frens estan fluixos; quan es deixa entrar aire a pressió atmosfèrica dins d'aquesta canonada, s'accionen els frens. Quan es frena, a cada cotxe un distribuïdor deixa passar aire comprimit d'un dipòsit auxiliar (alimentat per una canonada d'aire comprimit, subministrat per la locomotora) cap als cilindres de fre, provocant el fregament de les sabates sobre les rodes, o de les cintes sobre els tambors de fre de cremallera. Aquest sistema de fre obliga a que aquests cotxes només puguin ser remolcats per la locomotora H12, doncs cap altre vehicle del Cremallera de Núria n'està equipat.
L'acoblament entre vehicles es fa mitjançant el tradicional sistema manual de topall central i dos enganxaments i tensors laterals.
Tot i que la velocitat màxima al ferrocarril suís d'origen era de 90 km/h, al Cremallera de Núria ha estat limitada a 60 km/h en trams d'adherència. En trams de cremallera, la velocitat màxima és de 25 km/h en sentit ascendent i de 19 km/h en sentit descendent.
Aquests dos cotxes circulent formant una composició reversible indeformable amb la locomotora H12, situant-se la locomotora al costat de la vall, el cotxe Bt 2275 al costat de la muntanya, i el cotxe B 2273 entremig dels dos.
| Vehicle                     | B 2273                                      | Bt 2275                                     |
| --------------------------- | ------------------------------------------- | ------------------------------------------- |
| Any construcció             | 1963                                        | 1963                                        |
| Fabricant                   | Schweizerische Industrie-Gesellschaft (SIG) | Schweizerische Industrie-Gesellschaft (SIG) |
| Allargament                 | 1998-1999                                   | 1998-1999                                   |
| Rebuts a FGC                | 2019                                        | 2019                                        |
| Rodatge                     | 2' 2z'                                      | 2' 2z'                                      |
| Sistema de cremallera       | Abt                                         | Abt                                         |
| Velocitat màxima adherència | 60 km/h                                     | 60 km/h                                     |
| Velocitat màxima cremallera | 25 km/h (ascendent), 19 km/h (descendent)   | 25 km/h (ascendent), 19 km/h (descendent)   |
| Longitud entre topalls      | 16.685 mm                                   | 16.685 mm                                   |
| Pes                         | 12,6 T                                      | 13,1 T                                      |
| Càrrega màxima              | 17,4 T                                      | 17,3 T                                      |
| Seients                     | 64                                          | 56                                          |